# Koperdiefstal

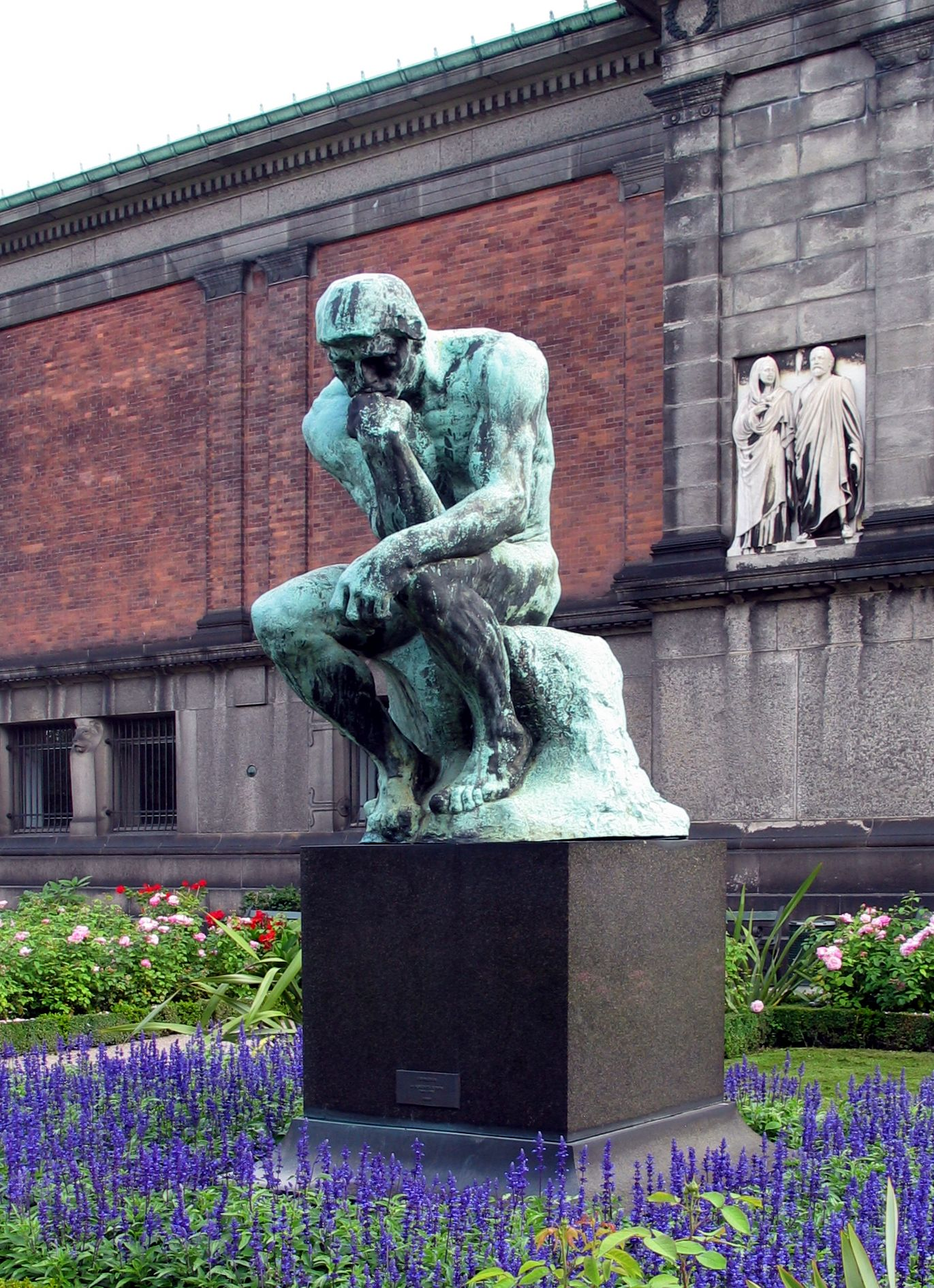
De Denker van Rodin is een keer gestolen door koperdieven

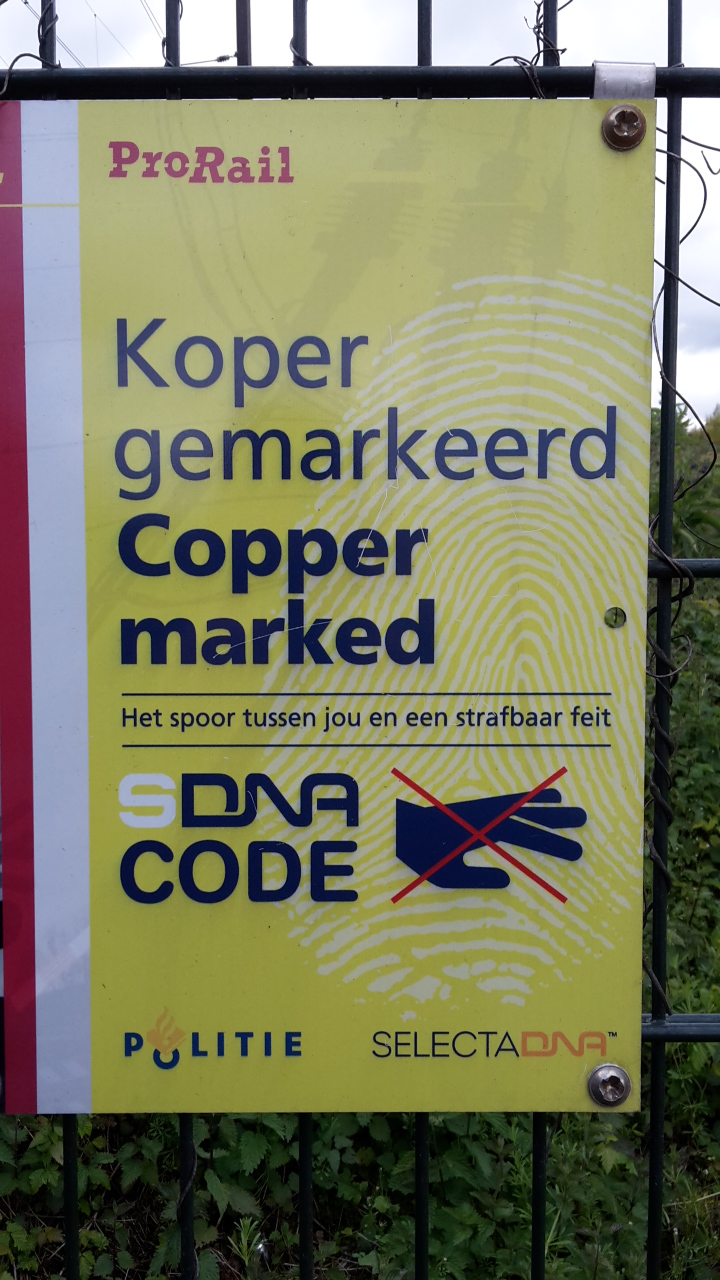
Waarschuwingsbord van ProRail in Rotterdam, dat het aanwezige koper voorzien is van een DNA-marker.

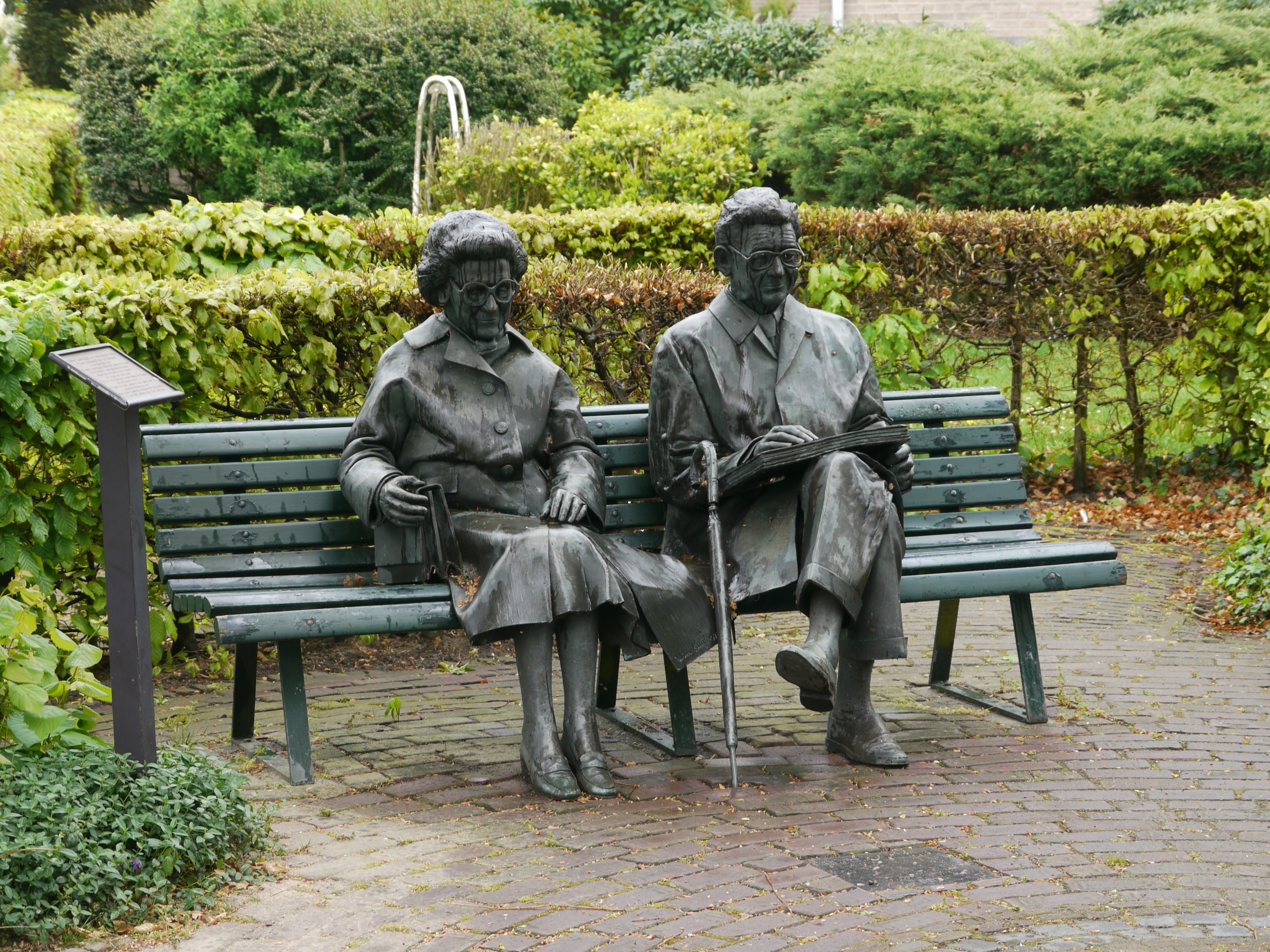
Op 22 januari 2012 was het bronzen beeld van Simon Carmiggelt en zijn vrouw in De Steeg het slachtoffer. Drie dagen later werd het na een tip teruggevonden. Het was inmiddels in ongeveer honderd stukken gezaagd.

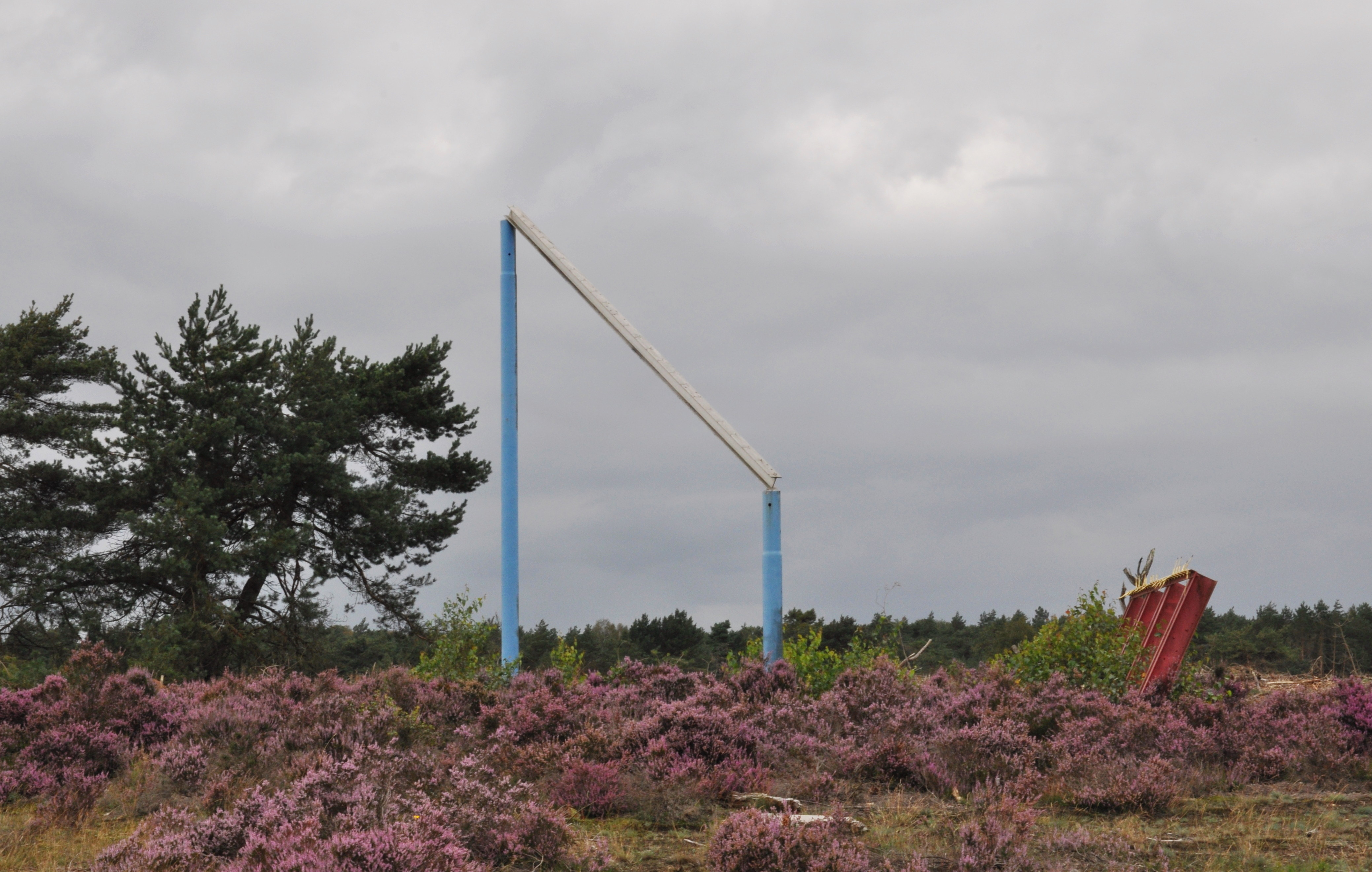
Overblijfsel van kunstwerk in Radio Kootwijk nadat de metalen kabels eruit waren ontvreemd

Koperdiefstal verwijst naar de diefstal van koper of andere waardevolle metalen zoals brons of lood. Doel van de diefstal is om metaal weer door te verkopen aan een schroothandelaar.
Gevoelige sectoren voor diefstal zijn de elektriciteitssector, het openbaar vervoer en de kunstsector. Daarnaast komt diefstal van bliksemafleiding en op begraafplaatsen voor. De diefstal van metalen neemt toe naarmate de marktprijs van metaal stijgt. In 2010 schreef de NOS dat de prijs van koper in enkele jaren exponentieel gestegen was door toenemende vraag uit India en China.

## Elektriciteit
De elektriciteitssector en organisaties die daarvan afhankelijk zijn hebben veel last van koperdiefstal. Hierdoor kunnen elektriciteitsnetwerken uitvallen, productieprocessen worden stilgelegd en forse financiële schades optreden. Omdat er vaak nog spanning op de leidingen staat is diefstal van elektrakabels voor dieven zeer gevaarlijk.

## Spoor
Bij de spoorwegen worden voornamelijk sein- en wisselkabels gestolen. Koperdiefstal kost in Nederland ProRail per jaar ongeveer tien miljoen euro. Door diefstal van sein- en wisselkabels kan de treinenloop ontregeld raken, of zelfs ongelukken gebeuren. Zo werd de ontsporing van een ICE-trein bij Zevenaar op dinsdag 11 januari 2011 veroorzaakt door de diefstal van 300 meter koperkabel.

## Telecomsector
Ook de telecomsector heeft last van koperdiefstal. Dieven breken door de hekken van zendmasten heen en stelen de leiding.

## Kunstsector
Beelden en gedenkplaten die in de openbare ruimte staan zijn gevoelig voor diefstal. Zo werd in 2007 het beeld De Denker van Rodin bij Singer in Laren gestolen. Twee dagen later is het beeld zwaar beschadigd teruggevonden. In 2001 werd het beeld van Rinus Michels uit de tuin van de KNVB in Zeist gestolen. Om herkenning te voorkomen worden beelden vaak eerst in stukken gezaagd voordat ze te koop worden aangeboden. De opbrengst van een beeld op de schrootmarkt is slechts een fractie van de waarde die het op de kunstmarkt zou opbrengen.

## Opmerkelijke diefstallen
- In 2004 werden de klokken uit een oud kerkje van Merkelbeek gestolen. Deze zijn in 2005 terechtgekomen doordat ze ter verkoop werden aangeboden.
- In 2010 kwam in Lunteren een koperdief om het leven door elektrocutie.[8]
- Op 6 januari 2010 kwamen Deurne en Wijnegem zonder stroom te zitten vanwege een poging tot koperdiefstal. De dief raakte daarbij levensgevaarlijk gewond.[9]
- In januari 2012 werden dieven die koper stalen uit het voormalig Groot Laboratorium van Shell (BPM) in Amsterdam gearresteerd nadat ze betrapt werden door een cameraploeg van PowNews.[10][11]
- Het beeld Debet & Credit aan de N207 bij Nieuw-Vennep van Henck van Dijck werd in december 2010 gestolen, wellicht qua omvang de grootste kunstroof en koperdiefstal in Nederland.

## Preventie en repressie
Ten behoeve van preventie en repressie worden koperen leidingen voorzien van een SDNA-marker. Op deze manier zijn de ontvreemde kabels beter te traceren. De DNA-marker wordt aangebracht met behulp van een dna-spray. Ook worden risicovolle plekken voorzien van hekken en worden beveiligingscamera's geplaatst.
ProRail en TenneT hebben de mogelijkheden onderzocht om gps-zendertjes ("track & trace") aan te brengen bij koperen kabels waarvan diefstal tot gevaarlijke situaties kan leiden. Deze techniek blijkt wel toepasbaar op haspels, maar kan niet onzichtbaar op kabels worden aangebracht.
Soms wordt er rigoureuze preventie toegepast. Zoals in de Gelderse gemeente Berkelland, waar men in februari 2014 alle 30 bronzen beelden uit de openbare ruimte verwijderde nadat er een uit Eibergen was gestolen.